# ターラカー
ターラカー（梵: ताड़का , Tāṛakā）は、インドの叙事詩『ラーマーヤナ』に登場するヤクシニー。スンダの妻。マーリーチャの母。
子供のないことを嘆いたヤクシャ族のスケートゥがブラフマー神に授けてもらったとされ、山のような体躯と、千頭の象に匹敵する力を持つ。ターラカーは夫スンダが聖仙アガスティヤに滅ぼされたことをうらんで、マーリーチャとともに復讐しようとしたが、逆に呪われて醜悪な女怪に変えられた。
またターラカーはガンジス河とサラユ河の合流地点近くにあった2つの都市マラダとカルーシャを滅ぼし、その跡地にできた森林に棲んでいた。
後にターラカーは聖仙ヴィシュヴァーミトラに導かれてやってきたラーマ、ラクシュマナと戦いになった。ターラカーは岩や石を空に巻き上げて、石つぶてとし、ラーマたちを攻撃したが、女性を殺すことをためらったラーマによって両腕を、またラクシュマナによって鼻と耳を切り落とされた。しかしターラカーは怯まなかったため、最後はラーマの矢によって討ち滅ぼされた。